# 若宮神社 (美里町)
若宮神社（わかみやじんじゃ）は、熊本県下益城郡美里町に鎮座する神社である。旧社格は郷社。

## 歴史
1160年（永暦元年）、当時の領主であった阿蘇大宮司惟恭が、堅志田庄池田亀ノ甲（現在の下益城郡美里町中郡池田）の地に、神武天皇の孫であり自身の祖神である健磐龍命（たけいわたつのみこと）の分霊を勧請し、領内の鎮護神として創建したと伝わる。
1591年（天正19年）、キリシタン大名小西行長の寺社焼き討ちにより社殿等焼失し、87年の間仮殿での奉斎が続いたが、1687年（延宝6年）、現在の地に遷宮再建した。
1873年（明治6年）、郷社に列した。2010年（平成22年）、鎮座850年を記念し、「若宮神社八百五十年祭」が執り行われた。

## 祭神
- 健磐龍命
- 国龍命
- 若彦神

## 例祭日
- 大祭 - 10月19日

## 境内社
- 雨宮神社（祭神 - 国造神御妃・火宮神）
- 祖霊社（祭神 - 不詳）